# Überflüssige Menschen
Pour plus de détails, voir Fiche technique et Distribution.
Überflüssige Menschen (en français : Les Gens superflus) est un film allemand réalisé par Alexandre Razoumny sorti en 1926.

## Synopsis
La Russie, à l’époque du régime tsariste. Au centre de l'intrigue se trouvent plusieurs personnes de la petite bourgeoisie avec leurs soucis et leurs besoins dans un shtetl de la province la plus profonde et déconnectée des grands événements mondiaux : ce sont des artisans et des prestataires de services terre-à-terre comme le charpentier Bronsa, qui réfléchit déjà à la taille du cercueil de sa femme à la santé en phase terminale, le cocher Balagula et le tailleur Sigayev. Le soir, les trois hommes jouent de la musique dans la fanfare du village. Ce sont des gars qui s'adonnent à l'alcool et aux bagarres physiques, des gars durs et parfois blasés, ou comme le dit le titre : des gens superflus. Par exemple, Sigayev, le contrebassiste de l'orchestre du village, est abandonné par sa femme. Elle part en courant avec un magicien. Dans son chagrin et son ivresse, Sigayev incendie alors sa propre maison et est sauvé par le cocher Balagula.
Sur le chemin des fiançailles, Sigayev rencontre une jeune femme alors qu'ils se baignent. Comment peut-il savoir que c'est, entre toutes, la mariée de l'événement à venir ?! Quoi qu'il en soit, leurs vêtements sont volés à tous les deux, après quoi la demoiselle se cache dans son étui à contrebasse. Par un détour aventureux, l'étui à contrebasse se retrouve avec la mariée nue en détresse, pour ne rien arranger, la fille du maire !, à sa propre fête de fiançailles. La femme nue émerge rapidement de l'étui de l'instrument devant toutes les personnes présentes aux fiançailles. Scandale ! Au même moment, le contrebassiste ivre, dont la garde-robe a également été volée, dort de son ivresse. Dans cet état, il est alors pris pour un noyé, sauvé de manière dangereuse et finalement chanceux, car sa femme revient pleine de remords dans ses bras.

## Fiche technique
- Titre original : Überflüssige Menschen
- Réalisation : Alexandre Razoumny
- Scénario : Alexandre Razoumny
- Musique : Edmund Meisel
- Direction artistique : André Andrejew, Stefan Lhotka (de)
- Photographie : Otto Kanturek, Karl Attenberger (de)
- Production : Willi Münzenberg
- Société de production : Prometheus Film
- Société de distribution : Prometheus Film
- Pays de production : Allemagne  République de Weimar
- Langue : Allemand
- Format : Noir et blanc - 1,33:1 - mono - 35 mm
- Genre : Comédie dramatique
- Durée : 107 minutes
- Dates de sortie :
  - Allemagne  République de Weimar : 2 novembre 1926.

## Distribution
- Eugen Klöpfer : Sigayev, le tailleur
- Camilla von Hollay : Dunja Sigaeva
- Heinrich George : Balagula, le cocher
- Albert Steinrück : Bronsa, le charpentier
- Vera Pavlova : Marfa
- Bruno Arno : Mendel Rothschild
- Fritz Rasp : Chirikov
- Emil Lind : Schachkes
- Werner Krauss : le policier de village russe
- Philipp Manning (de) : le maire Duboff
- Hedwig Wangel : sa femme
- Elza Temáry (de) : Ola, leur fille
- Illo Gutschwager (de) : Wanja, leur fils
- Hans Brausewetter : Lukin
- Wilhelm Diegelmann : le chef des pompiers
- Fritz Kampers : Ben Span
- Jaro Fürth (de) : le médecin
- Nikolai Malikoff : Bader
- Vera Zakharova : une invitée aux fiançailles

## Production
Le film soviétique Le Cuirassé Potemkine de Sergueï Eisenstein est un grand succès en Allemagne. En conséquence, l'Union Soviétique veut distribuer plus de films en Allemagne. Cependant, une loi allemande oblige chaque distributeur à produire un film allemand pour trois copies étrangères qu’il importe. L'Union Soviétique demande l'aide du Parti communiste d'Allemagne (KPD) et du Secours ouvrier international (IAH) à des fins de propagande. Prometheus Film est fondé par Willi Münzenberg, Emil Unfried et Richard Pfeiffer. Prometheus demande des recommandations à Sergueï Eisenstein pour le sujet, l'équipe technique et la distribution.
À cette époque, un réalisateur russe, Alexander Razoumny, se trouve à Berlin, en attente de son visa pour les États-Unis.
Promotheus annonce la production d’Überflüssige Menschen en juillet 1926 et le mois suivant qu'Alexandre Razoumny en sera le réalisateur ainsi qu'un autre film, une adaptation de Le Grillon du foyer, la nouvelle de Charles Dickens.
Le film est l'adaptation d'onze nouvelles d'Anton Tchekhov. Le film est la première production de la société berlinoise Prometheus du communiste Willi Münzenberg et aussi la première production conjointe germano-soviétique.
Überflüssige Menschen passe la censure cinématographique le 27 octobre 1926 et est interdits aux jeunes. La première a lieu le 2 novembre 1926 au cinéma Capitol de Berlin.
Le film n'a pas de succès à sa sortie.